# Emotion
Emotion is een nummer van de Australische zangeres Samantha Sang uit 1978. Het nummer is afkomstig van haar gelijknamige debuutalbum. Het nummer is geschreven door Barry en Robin Gibb van de Bee Gees, die in 1994 zelf ook een versie van het nummer opnamen. Hun versie is echter nooit uitgebracht.
"Emotion" gaat over een verloren liefde, waar de ik-figuur in het nummer het erg moeilijk mee heeft. werd in voornamelijk Engelssprekende landen een enorme hit, en behaalde de 2e positie in Sangs thuisland Australië. In de Nederlandse Top 40 haalde het de 32e positie.

## Destiny's Child
In 2001 werd "Emotion" opnieuw uitgebracht, ditmaal door de Amerikaanse meidengroep Destiny's Child. Het was de vierde single van hun derde studioalbum Survivor.
De versie van Destiny's Child werd wereldwijd een grotere hit dan het origineel van Samantha Sang. In de Amerikaanse Billboard Hot 100 was deze versie echter minder succesvol dan het origineel; waar het in 1978 nog de 3e positie wist te behalen, haalde het in 2001 de 10e positie. In de Nederlandse Top 40 was de uitvoering van Destiny's Child met een 7e positie wel succesvoller dan het origineel. In de Vlaamse Ultratop 50 haalde het de 19e positie.